# Sultan Ibrahim
Sultan Ibrahim (w formie perskiej Soltan Ebrahim, سلطان ابراهيم), (ur. 1440 - zm. 6 sierpnia 1459) – efemeryczny władca z dynastii Timurydów, panujący w Chorasanie w latach 1457–1458.
Był synem Ala ad-Dauli (1447–1448). W roku 1449 został uwięziony wraz ze swoim ojcem przez swojego wuja Babura (1447–1457). Za panowania Babura Sultan Ibrahim przebywał w areszcie, jednak ostatecznie udało mu się uciec w okolice Murgobu, gdzie zaczął wokół siebie zbierać oddziały zwolenników. Babur zmarł 22 marca 1457 roku, zaś jego syn i następca Szah Mahmud (1457) miał zaledwie 11 lat. W Heracie szybko nastała anarchia i w tej sytuacji Sultan Ibrahim wysunął roszczenia do władzy. Obawiając się, że Sultan Ibrahim uzyska przewagę korzystając z kontaktu z potężną wdową po Szahruchu (1405–1447), Gouharszad, sprawujący faktyczną władzę w Heracie Amir Szir Hadżdżi uwięził ją. Pomimo tego kiedy Sultan Ibrahim nadciągnął wraz ze znacznymi siłami, które udało mu się zebrać, Amir Szir Hadżdżi uciekł z Heratu wraz z Szahem Mahmudem. 31 maja 1457 roku Sultan Ibrahim wkroczył do miasta.
Sultan Ibrahim zmierzał do pokojowego ułożenia stosunków z władcą Mawarannahru Abu Sa’idem (1451–1469), ten jednak zamierzał wykorzystać zamęt w Chorasanie do realizacji planów jego podboju. Abu Sa’id wkroczył do Heratu 19 lipca 1457 roku, zaś Sultan Ibrahim uciekł przed nim do Bacharzu i Chafu. Miejska cytadela pozostała jednak niezdobyta, a jej oblężenie zostało zapamiętane przede wszystkim z racji egzekucji jaka z rozkazu Abu Sa’ida została dokonana na Gouharszad, oskarżonej o kontakty z Sultanem Ibrahimem. 30 sierpnia 1457 roku Abu Sa’id wycofał się do Balchu by stłumić tam rewoltę synów Abd al-Latifa (1449–1450). W międzyczasie Sultan Ibrahim walczył z Szahem Mahmudem o Mazandaran, do tego konfliktu wmieszał się jednak władca Kara Kojunlu Dżahanszaha (1438-1467), przepędzając z regionu obu timurydzkich pretendentów.  13 grudnia 1457 roku Sultan Ibrahim został pokonany przez Dżahanszaha w bitwie pod Astarabadem i wycofał się z powrotem do Heratu. „Nie było dłużej żadnej centralnej timurydzkiej władzy w Chorasanie; każdy fort pozostawał w rękach timurydzkiego komendanta, który nie podlegał nikomu”. 22 kwietnia 1458 roku, po wielu latach życia na wygnaniu, Ala ad-Daula przybył do Heratu. Sultan Ibrahim był niechętny powrotowi ojca, starał się jednak tego nie okazywać. W obliczu zagrożenia ze strony Dżahanszaha Sultan Ibrahim zawarł sojusz obronny z Abu Sa’idem, co jednak nie zapobiegło zajęciu Heratu przez Kara Kojunlu 28 czerwca 1458 roku. Sultan Ibrahim i jego ojciec uciekli z Heratu przed nadejściem przeciwnika. W wyniku negocjacji pomiędzy Dżahanszahem a Abu Sa’idem miasto zostało przyznane temu ostatniemu i 22 grudnia 1458 roku wkroczył on do opuszczonego przez Kara Kojunlu Heratu. Z poduszczenia Dżahanszaha Sultan Ibrahim wraz z ojcem i Sandżarem, wnukiem Umar Szajcha, zaatakowali Abu Sa’ida, ponieśli jednak druzgocącą klęskę w bitwie nieopodal Sarachsu w kwietniu 1459 roku. Sultan Ibrahim zmarł niedługo po tej klęsce, nieopodal Meszhedu, 6 sierpnia 1459 roku.